# Trần Lương Vũ
Trần Lương Vũ (sinh 24 tháng 10 năm 1946) là Ủy viên Bộ Chính trị Đảng Cộng sản Trung Quốc, Bí thư Thành ủy Thượng Hải kiêm Thị trưởng Chính phủ Nhân dân thành phố Thượng Hải, đã bị cách chức và bị bắt vì tham nhũng.

## Tiểu sử
Sinh ngày 24 tháng 10 năm 1946 tại thành phố Ninh Ba, tỉnh Chiết Giang. Xuất thân từ Quân đội Giải phóng Nhân dân Trung Quốc (PLA). 
- 1963-1968: sinh viên khoa Kiến trúc, Học viện Kỹ sư Quân đội Giải phóng Nhân dân Trung Quốc (PLA).
- 1968-1970: Phục vụ tại đơn vị số 6716 PLA
- 1970-1983: Thiết kế, phó phụ trách cơ sở hạ tầng ở Nhà máy Bành Phố, Thượng Hải.
- Học bổ túc Kỹ sư xây dựng tại Đại học Đồng Tế từ tháng 2 năm 1979 đến tháng 1 năm 1980).
- Học tại trường Đại học Birmingham, Anh từ giữa tháng 1 năm 1992 đến tháng 9 năm 1992.

## Hoạn lộ
- Vào Đảng Cộng sản Trung Quốc tháng 4 năm 1980.
- Năm 1983- 1984: Trần Lương Vũ đã là Phó giám đốc nhà máy cơ khí Bành Phố (Thượng Hải), Phó bí thư Hội đồng luyện kim và hoá chất Thượng Hải.
- Năm 1984- 1985: Bí thư Đảng ủy Công ty Điện khí Thượng Hải.
- Năm 1984-1985: Bí thư Hội đồng Thiết bị điện Thượng Hải.
- Năm 1985-1987: Phó giám đốc, Giám đốc phụ trách an sinh của Thành uỷ Thượng Hải.
- Năm 1987-1992: Phó Bí thư quận rồi Quận trưởng quận Hoàng Phố, Thượng Hải
- Tháng 10 năm 1992, được đề bạt Phó Tổng thư ký Thành ủy Thượng Hải.
- Từ tháng 12 năm 1992 đến tháng 10 năm 1996 là Phó Bí thư Thành ủy Thượng Hải.
- Từ tháng 10 năm 1996 đến tháng 12 năm 2001 là Phó Bí thư kiêm Phó Thị trưởng thành phố Thượng Hải.
- Từ tháng 12 năm 2001 đến tháng 2 năm 2002 là Phó Bí thư kiêm Quyền Thị trưởng thành phố Thượng Hải.
- Từ tháng 2 năm 2002 đến tháng 10 năm 2002 là Phó Bí thư kiêm Thị trưởng thành phố Thượng Hải.
- Từ tháng 10 năm 2002 đến tháng 11 năm 2002 là Bí thư kiêm Thị trưởng thành phố Thượng Hải.
- Từ tháng 11 năm 2002 đến tháng 2 năm 2003, Trần Lương Vũ được bầu là Ủy viên Bộ Chính trị Đảng Cộng sản Trung Quốc, Bí thư kiêm Thị trưởng thành phố Thượng Hải.
- Từ tháng 2 năm 2003 đến tháng 9 năm 2006 là Ủy viên Bộ Chính trị Đảng Cộng sản Trung Quốc khoá 16, Bí thư thành phố Thượng Hải.[1]

## Sự nghiệp
Trần Lương Vũ đã có nhiều công lao trong việc xây dựng Thành phố Thượng Hải trong 3 năm lãnh đạo:
- Xây dựng mạng lưới giao thông đường sắt trên cao, đường ngầm và đường bộ phát triển. Kết quả là số lượng xe cộ Thượng Hải đã tăng lên 3,5 lần nhưng tốc độ trung bình trong thành phố cũng tăng từ 10 km/h lên đến 25 km/h.
- Nối kết Phố Đông và Phố Tây bằng bốn cây cầu bắc ngang sông Hoàng Phố.
- Diện tích nhà ở của người dân tăng trung bình từ 6,6 mét vuông/người năm 1990 lên tới 12,1 mét vuông/người năm 2001.(thời Vũ làm Phó thị trưởng phụ trách xây dựng).
- Trần Lương Vũ đã đưa ra chính sách hợp tác với Đài Loan trong phát triển, trao đổi kinh tế, văn hoá, khoa học kỹ thuật.
- Ông đã chủ trì nhiều hội nghị lớn bàn về xây dựng các công trình quan trọng như hệ thống cảng biển, xây dựng ngành công nghệ thông tin, bảo hiểm xã hội, chính sách thu hút nhân tài hải ngoại.
- Ông giành quyền cho Thượng Hải tổ chức Triển lãm thế giới Expo 2010.
- Trần Lương Vũ còn là người vạch ra kế hoạch hiện đại hóa cuộc sống người dân Thượng Hải bằng ba tấm thẻ: thẻ ATM, thẻ giao thông và thẻ bảo hiểm xã hội.
- Vũ đã thuyết phục được các công ty lớn như General Motors, Honeywell International chuyển trụ sở từ Singapore sang Thượng Hải.
- Trong ba năm nắm quyền, ông Trần đã giúp Tổng sản phẩm nội địa GDP Thượng Hải tăng trưởng 60%.
- Thượng Hải đang trở thành trung tâm tài chính toàn cầu. Tính đến cuối năm 2006, các giao dịch tài chính của Thượng Hải đã tăng lên 35 nghìn tỷ NDT (4,38 nghìn tỷ USD), trong đó doanh thu từ chứng khoán chiếm 5 nghìn tỷ NDT (625 tỷ USD), tương đương 79% doanh thu chứng khoán của cả Trung Quốc.

## Sinh hoạt

### Đối với mình
- Hưởng thụ tình dục vô nguyên tắc: Năm 2001 bị tố cáo lừa tình, Vũ phải thông qua các cơ quan quen biết tiến hành "hòa giải nội bộ", với mức bồi thường 250.000-500.000 nhân dân tệ cho một lần quan hệ tình dục.
- Vi phạm chế độ hôn nhân: Từ năm 1993 đến trước khi bị cách chức vào tháng 9-2006, Trần Lương Vũ có đến 11 tình nhân cư ngụ rải đều tại các thành phố Thượng Hải, Hàng Châu, Nam Kinh và Nam Thông[2]
- Đối với vợ: Thông qua Ngô Minh Liệt, chủ Tập đoàn Tân Hoàng Phố, Trần Lương Vũ đã thu xếp cho vợ và con ra nước ngoài du hí. Tổng số tiền Ngô Minh Liệt chi cho việc này lên tới 1,59 triệu tệ (3,2 tỷ VND). Ngoài ra vợ con Trần Lương Vũ còn nhận được các thẻ mua hàng và tiền mặt trị giá hơn 20 vạn tệ.
- Đối với bố: cũng thông qua Ngô Minh Liệt, bố Trần Lương Vũ mua được một ngôi nhà rộng 139 m2 cho rồi còn được Ngô Minh Liệt còn bỏ rất nhiều tiền ra trang trí nội thất và mua sắm đồ dùng theo tiêu chuẩn "tam siêu" siêu rẻ, siêu tiêu chuẩn, siêu sang trọng.
- Đối với anh em: em ruột là Trần Lương Quân có liên quan mật thiết đến vụ án Chu Chính Nghị. Trong số tiền 5 tỷ tệ bị Chu Chính Nghị chiếm dụng của ngân hàng thì Trần Lương Quân cũng có phần 170 triệu. Trần Lương Quân cũng là kẻ hùn vốn để cùng Chu Chính Nghị chiếm được Khu đất nền vàng bạc Tĩnh An. Trần Lương Vũ cũng bị cáo buộc thu xếp bán rẻ cho em trai mình miếng đất ở khu Bảo Sơn khi giá đất đang lên vùn vụt, làm thất thoát ngân sách hơn 10 triệu nhân dân tệ.
- Đối với con: Trần Lương Vũ ra lệnh giúp công ty Hoa Văn ở Bắc Kinh 1 tỷ tệ. Công ty này liền đưa ngay con trai là Trần Duy Lực mới tốt nghiệp lên ghế Phó Tổng giám đốc với mức lương 40 vạn tệ/năm (800 triệu VND), lại còn thưởng nóng cho 60 vạn tệ vì có "thành tích đặc biệt" đối với công ty.
- Đối với bồ nhí và con riêng:
  - Vưu Lợi Phần: từ nhân viên thường ở Phòng bảo vệ trường Đại học Thượng Hải. Do mối quan hệ đặc biệt với Trần Lương Vũ nên Vưu Lợi Phần được bố trí làm Đồn trưởng đồn công an Đại học Thượng Hải và được xem là đầu mối để chạy vạy của các quan chức.

## Tham nhũng

### Xếp hạng tham nhũng của Trung Quốc
Trong thời gian từ năm 2001 đến 2006 Trần Lương Vũ lãnh đạo ở Thượng Hải, tệ nạn Tham nhũng ở Trung Quốc ngày càng trầm trọng:
| Năm          | 2001 | 2002 | 2003 | 2004 | 2005 | 2006 |
| ------------ | ---- | ---- | ---- | ---- | ---- | ---- |
| Điểm         | 3,5  | 3,5  | 3,4  | 3,4  | 3,2  | 3,3  |
| Xếp hạng     | 57   | 59   | 66   | 71   | 78   | 70   |
| Tổng số nước | 91   | 102  | 133  | 146  | 159  | 163  |

Nguồn Tổ chức Minh bạch Quốc tế  Lưu trữ ngày 30 tháng 9 năm 2007 tại Wayback Machine
Theo một bảng Bảng báo cáo khác dựa trên quan điểm của chỉ khoảng 100 trong tổng số 1.476 doanh nhân được hỏi tại 13 nước châu Á của Tổ chức Tư vấn Rủi ro Kinh tế Chính trị (Political and Economic Risk Consultancy PERC) thì tình hình tham nhũng ở Trung Quốc so với 12 nước và vùng lãnh thổ khác có được sự cải thiện vào năm 2006 nhưng vẫn còn là nước tham nhũng hàng đầu (năm 2006, Macau đứng thứ 4 với điểm là 6,11). Tính theo thang điểm từ 0 (độ tham nhũng thấp nhất) đến 10 (độ tham nhũng cao nhất), Philippines là nước châu Á có thứ hạng tham nhũng tồi tệ nhất.
| Năm         | 1996 | 1996 | 2005 | 2005 | 2006 | 2006 |
| Nước        | Hạng | Điểm | Hạng | Điểm | Hạng | Điểm |
| ----------- | ---- | ---- | ---- | ---- | ---- | ---- |
| Singapore   | 1    | 1,09 | 1    | 0,65 | 1    | 1.2  |
| Japan       | 2    | 1,93 | 2    | 3,46 | 3    | 2,1  |
| Hong Kong   | 3    | 2,79 | 3    | 3,50 | 2    | 1,87 |
| Malaysia    | 4    | 5,00 | 6    | 6,80 | 6    | 6,25 |
| South Korea | 5    | 5,16 | 5    | 6,50 | 8    | 6,30 |
| Taiwan      | 6    | 5,53 | 4    | 6,15 | 5    | 6,23 |
| Thailand    | 7    | 6,55 | 7    | 7,20 | 11   | 8,03 |
| India       | 8    | 6,86 | 9    | 8,63 | 9    | 6,67 |
| Philippines | 9    | 6,95 | 11   | 8.80 | 13   | 9,40 |
| Indonesia   | 10   | 7,69 | 12   | 9,10 | 11   | 8,03 |
| Vietnam     | 11   | 7,78 | 10   | 8,65 | 10   | 7,54 |
| China       | 12   | 8,00 | 8    | 7,68 | 7    | 6,29 |

Nguồn: Tổ chức Tư vấn Rủi ro Kinh tế Chính trị (PERC) có bổ sung số liệu năm 2006 từ bài Philippines phủ nhận thứ hạng tham nhũng do PERC công bố

### Số liệu tham nhũng chính thức
Theo Tân Hoa Xã, trong thời gian từ năm 2002 tới 2004, kết quả điều tra về tình trạng tài sản nhà nước bị thất thoát do 7 cơ quan cấp bộ, Ủy ban nhà nước của chính phủ Trung Quốc phối hợp tiến hành cho thấy, hơn 500 tỷ nhân dân tệ (khoảng 62 tỷ USD), tương đương từ 3,3% tới 4,2% giá trị tổng sản phẩm quốc nội (GDP), chiếm từ 25% tới 33% tổng thu nhập thuế hàng năm của nước này, đã bị thất thoát và biển thủ.
Một nguồn độc lập khác cũng cho kết quả tương tự. Năm 2004, nạn tham nhũng chiếm 3% - 5% tổng sản phẩm nội địa của Trung Quốc, tức khoảng từ 409 tỉ đến 683 tỉ nhân dân tệ, theo một báo cáo do Tổ chức Hợp tác và Phát triển Kinh tế (OECD) công bố vào tháng 9 năm 2005, tham nhũng đã thành dịch ở Trung Quốc và tăng nhanh trong thời kỳ cải cách kinh tế nước này.
Theo Ban Thanh tra Kỷ luật Trung ương Trung Quốc, từ tháng 8-2005 đến tháng 6-2006, Trung Quốc đã xử lý 13.376 vụ hối lộ với tổng số tiền 3,76 tỷ nhân dân tệ (tương đương 470 triệu USD).
Việc xử lý nghiêm các vụ hối lộ mà thường là các công ty hối lộ các quan chức chính phủ để đổi lấy những đặc ân, là nét nổi bật trong công tác của Ban Thanh tra này trong năm 2006.
Có tổng số 3.128 vụ, chiếm 23,4% tổng số vụ hối lộ kinh tế, trực tiếp liên quan tới các nhân viên chính phủ với tổng giá trị hối lộ tính bằng tiền vào khoảng 968 triệu nhân dân tệ (121 triệu USD), bằng 25,7% tổng giá trị của tất cả các vụ hối lộ kinh tế.
Theo Văn phòng Kiểm toán quốc gia ước tính gần 7,1 tỉ NDT (900 triệu USD) trong các quỹ an sinh xã hội gồm hơn hơn 2 nghìn tỉ NDT của Trung Quốc đã bị tham ô.
Cảnh sát Trung Quốc đã điều tra 62.000 vụ tội phạm kinh tế trong 10 tháng đầu năm nay, tăng 9,1% so với cùng kỳ năm trước. Tội phạm kinh tế, đặc biệt thường liên quan tới rất nhiều người là hành động có thể: gây mất ổn định xã hội và tổ hại tới an ninh kinh tế đất nước
Cảnh sát đã điều tra 49.000 trường hợp được thông báo, tăng 4,3% và thu hồi được 12,94 tỉ NDT. Cảnh sát cũng đã thu lại được 399 triệu NDT trong 507 trường hợp sử dụng trái phép quỹ công và 169 triệu NDT trong 501 trường hợp gian lận công quỹ.
Theo Chánh án Tòa án Nhân dân Tối cao Trung Quốc Tiêu Dương và Viện trưởng Kiểm sát Nhân dân Tối cao Giả Xuân Vượng đưa ra trong bản báo cáo đọc trước Quốc hội Trung Quốc ngày 13 tháng 3 năm 2007 thì tình hình tham nhũng năm 2006 của Trung Quốc là phổ biến cả nước và nghiêm trọng:
- Trong năm 2006, Tòa án các cấp đã xét xử 9 cán bộ cấp tỉnh, 825 cán bộ cấp huyện, 92 cán bộ cấp cục cùng 23.733 vụ hối lộ, biển thủ, tham nhũng, lạm dụng công quỹ… khác. Trong đó có tới 8.310 vụ (gần 1/3) do cán bộ làm việc trong các cơ quan nhà nước gây ra. Bên cạnh đó, 97.260 cán bộ đảng viên cũng đã bị xử lý với các hình thức khác nhau.
- Trong năm 2006, Viện Kiểm sát đã lập án đấu tranh với 2.736 cán bộ từ cấp huyện trở lên, trong đó có 202 cán bộ cấp cục và 6 cán bộ cấp tỉnh. Ngoài ra, còn thụ lý 33.668 vụ (18.241 vụ án lớn) với 40.041 người liên quan và đã khởi tố 29.966 bị can. Trong đó có 623 vụ với số tiền nhận hối lộ, tham nhũng trị giá từ hàng triệu NDT trở lên. Cũng trong năm 2006, Viện Kiểm sát đã nhận dẫn độ 11 quan tham và thu hồi cho ngân sách nhà nước 77,2 triệu NDT.
- Theo thống kê, tính đến tháng 5/2006 đã có khoảng 800 quan tham đào tẩu ra nước ngoài mang theo số tiền trị giá 70 tỷ NDT.

## Chống tham nhũng

### Bối cảnh
- Nói dối:

Từ năm 2001-2003, trong số mấy chục ngàn vụ án tiêu cực bị đưa ra xét xử ở Trung Quốc, có đến 60% vụ là do khai man, làm giả số liệu thống kê, báo cáo láo... như "nói dối không chớp mắt", bằng "những lời có cánh", của những quan chức "nóikhông đỏ mặt", đằng sau hiện tượng nói dối của nhiều quan chức chính là hành vi tham nhũng, là động cơ thăng quan tiến chức để mưu cầu lợi riêng. họ chỉ chịu trách nhiệm với chính mình, còn tính mạng người dân đều không quan trọng.
"Diễn đàn nhân dân Trung Quốc" thuộc hệ thống Nhân dân Nhật Báo viết rằng hiện tượng nói dối của nhiều quan chức Trung Quốc đã "trở thành một ngón nghề, thậm chí nói dối được xem là thước đo của quan chức". Chỉ nói thật khi sắp về hưu hoặc đã về hưu, chỉ nói thật khi không thể giấu... Thậm chí nhiều nơi hình thành hẳn "dây chuyền nói dối": quan làng nói dối quan xã, quan xã nói dối quan huyện, cứ thế nói dối lên trên... để khai man số liệu thống kê, thành tích, che giấu khó khăn, nghèo đói.

Bí thư tỉnh Quý Châu Lưu Phương Nhân thời tại vị còn cao đạo: "Phải lấy đức trị quốc, triển khai cuộc đấu tranh chống tham nhũng đến cùng". Nhưng sau đó ông lại bị xử tù chung thân vì nhận hối lộ 6,6 triệu nhân dân tệ.
Tỉnh trưởng tỉnh Vân Nam Lý Gia đình từng tâm huyết: "Ước nguyện của tôi là trong vòng 5 năm đem lại cuộc sống ấm no cho 1,6 triệu dân nghèo". Chưa đầy 5 năm sau, ông bị xử tử hình vì nhận hối lộ 18 triệu nhân dân tệ.
Bí thư Thành ủy Bắc Kinh, nguyên chủ tịch tỉnh Quảng Tây Thành Khắc Kiệt từng thao thức: "Khi nghĩ đến tỉnh Quảng Tây có hơn 7 triệu dân chưa thoát nghèo, tôi làm Chủ tịch đây cũng không sao chợp mắt". Không lâu sau, ông bị tử hình vì nhận hối lộ hơn 20 triệu nhân dân tệ.
Bí thư Thành ủy Thượng Hải Trần Lương Vũ thì đanh thép: "Công tác chống tiêu cực không thể lơ là một giây một phút nào". Chỉ nửa tháng sau, ông bị cách chức vì dính dáng tới vụ án chiếm đoạt mấy tỉ nhân dân tệ của quỹ bảo hiểm xã hội... 

- Vật lộn với tham nhũng

Trung Quốc đã khai trừ khỏi đảng, truy tố và trừng trị gần 50.000 quan chức đảng viên phạm tội tham nhũng trong hai năm 2004 và 2005 trong cơn vật lộn chống tham nhũng.
Đã có tổng cộng 31 đại biểu của "Lưỡng hội",Hội nghị Chính trị hiệp thương nhân dân và Đại hội Đại biểu nhân dân toàn quốc (Quốc hội), bị bãi nhiệm trước khi khai mạc kỳ đại hội Đảng lần tứ 17 sắp đến, thậm chí có người còn bị tuyên án tử hình (Hàn Quế Chi, nguyên Chủ tịch Hội nghị Chính trị hiệp thương nhân dân, nguyên Trưởng ban Tổ chức và Phó bí thư tỉnh Hắc Long Giang)
- Chiến dịch chống tham nhũng bí mật từ Hồ Cẩm Đào:

Đầu năm 2006 Hồ Cẩm Đào phát động chiến dịch chống tham nhũng bí mật, các báo đài đều không được tiết lộ thông tin nhằm vào các con cá lớn, các lão hổ.
Vụ Trần Lương Vũ là vụ án tham nhũng và chính trị cực lớn ở Trung Quốc được khui ra kể từ sau vụ ủy viên Bộ Chính trị Trần Hy Đồng, Bí thư Thành ủy Bắc Kinh, phải vào tù vì tham nhũng năm 1995, Trần Lương Vũ là quan chức cao cấp nhất bị cách chức kể từ khi Hồ Cẩm Đào cầm quyền từ năm 2003. Vụ "Trung ương nghiêm đả lão hổ" gây chấn động Trung Quốc và thế giới với lý do chính thức là để yên lòng dân oán hận, làm trong sạch vững mạnh đảng Cộng sản Trung Quốc. Nhưng do tầm mức cũng như vai trò của Trần Lương Vũ mà còn có quan điểm khác cho rằng đây là sự đấu đá nội bộ giữa phe cánh Hồ Cẩm Đào đương nhiệm và Giang Trạch Dân trước Đại hội đảng lần thứ 17.

### Dư luận và Tố cáo
Người ta cho rằng đã có dư luận từ lâu về con người của Trần Lương Vũ. Nhưng điều lạ là ông không những không bị phát hiện mà còn tiếp tục leo lên chức cao hơn. Trong thời gian ông giữ chức trưởng khu Hoàng Phố, đã có hơn 500 bức thư tố cáo ông, có nhiều dư luận không tốt về ông, tuy nhiên những điều đó đều bị qui cho tội "Xuyên tạc chính trị" và không được xem xét.
Theo thông tin từ Ủy ban Kiểm tra kỷ luật Trung ương Đảng Cộng sản Trung Quốc cho biết, hành vi tham ô của Trần Lương Vũ bắt đầu diễn ra từ lúc ông giữ chức trưởng khu Hoàng Phố (1987-1992).
Song cũng có tin cho rằng ngay từ năm 1984, Trần Lương Vũ đã bắt đầu có hành vi phạm tội. Cụ thể, Trần từng yêu cầu Ngô Minh Liệt - chủ tịch Tập đoàn Tân Hoàng Phố - sắp xếp cho vợ con ông đi du lịch nước ngoài, số tiền lên đến 1,59 triệu nhân dân tệ.
Cũng theo Ủy ban Kiểm tra kỷ luật Trung ương Đảng Cộng sản Trung Quốc (KTKLTƯ), đến năm 2006, cơ quan này và cơ quan tiếp dân đã nhận được rất nhiều đơn thư và người trực tiếp đến phản ánh với nội dung tố cáo Quỹ Bảo hiểm xã hội thành phố Thượng Hải lạm dụng tiền bảo hiểm nhân thọ của dân chúng. Đặc biệt là Ủy viên Bộ Chính trị, Bí thư Thành ủy Trần Lương Vũ nhúng tay vào thị trường địa ốc, "quan thương cấu kết" để mưu lợi riêng.

### Tìm hiểu thực hư
Sau khi nghe phản ảnh, Tổng Bí thư Hồ Cẩm Đào đã cử người bí mật vi hành đến Thượng Hải.
Sau khi đã nắm chắc tình hình, tháng 7 năm 2006 ông đã quyết định ra tay. Sau 2 tháng Ủy ban KTKLTƯ tiến hành điều tra độc lập, Trung ương quyết đoán xử lý vụ việc vi phạm nghiêm trọng của Trần Lương Vũ để làm yên lòng dân đang oán hận.
Tổ điều tra của Ủy ban KTKLTƯ đã khẩn trương làm việc ở Thượng Hải, với nhiệm vụ hoàn thành bản báo cáo trước ngày 8/10/2006 là ngày khai mạc Hội nghị Trung ương 6. Để Hội nghị căn cứ vào bản báo cáo này chính thức cách chức Ủy viên Bộ Chính trị của Trần Lương Vũ.

### Quăng thòng lọng
Việc quăng thòng lọng bắt giam một người nhiều thế lực, quyền hành tột mức ở Thành phố lớn nhất nước đòi hỏi phải bí mật, chu đáo, hùng hậu.
- Chủ trương: Tổng Bí thư Hồ Cẩm Đào và Thủ tướng Ôn Gia Bảo đều nắm rất chắc về vụ việc vi phạm của Trần Lương Vũ và sự bất bình của dân chúng Thượng Hải. Ông Hồ Cẩm Đào được biết đã rất kinh ngạc trước sự nghiêm trọng của vấn đề, nhưng xét địa vị đặc biệt của Thượng Hải, nên ông không ra tay ngay mà thận trọng cử người cải trang vi hành để khảo sát tình hình thực tế.
- Chỉ thị cấp cao: khi đã có những tài liệu quan trọng, xét thấy vụ lạm dụng Quỹ Bảo hiểm xã hội đã gây ảnh hưởng xấu trong xã hội lẫn cục diện chính trị. Sau dịp kỷ niệm ngày thành lập Đảng Cộng sản Trung Quốc (Ngày 1 tháng 7), Tổng Bí thư Hồ Cẩm Đào đã chỉ thị cho Ủy ban KTKLTƯ tiến hành điều tra độc lập về vụ này, dù liên quan đến ai cũng làm đến cùng.
- Nhân sự điều tra cấp cao: Tổ điều tra có quy mô lớn hiếm thấy với hơn 100 thành viên do đích thân Hà Dũng, Bí thư Ban Bí thư, Phó chủ nhiệm Ủy ban Kiểm tra và Kỷ luật Trung ương đảng Cộng sản Trung Quốc trực tiếp chỉ đạo "Tổ công tác Thượng Hải". Tổ trưởng và tổ phó của tổ công tác đều do Ủy ban Kiểm tra và Kỷ luật Trung ương chọn lọc, chỉ định hoặc giới thiệu và đều có hàm bộ trưởng hoặc thứ trưởng nên khá thuận lợi trong việc điều binh khiển tướng. Còn các nhân viên chủ chốt đa số đều có hàm cấp vụ, cục đã từng trải kinh nghiệm cũng như am tường mánh khoé tiêu cực nên nhanh chóng lật tẩy, bắt bí quan tham ngay khi vào cuộc.
- Bí mật điều tra: Khi về Thượng Hải, Tổ điều tra không liên hệ với bất cứ cơ quan đảng, chính quyền nào. Họ sử dụng Biệt thự Mã Lặc ở đường Bắc Thiểm Tây, ở trong Bộ tư lệnh không quân Quân khu Nam Kinh thuộc tỉnh Giang Tô làm nơi làm việc. Ở đây vừa gần Thượng Hải vừa không nằm trong quyền kiểm soát của Trần Lương Vũ.
- Quyền hành độc lập: Trong 2 tháng Tổ điều tra ở lại đây đã có mấy trăm quan chức trung, cao cấp của địa phương và những người am tường vụ việc được mời đến Biệt thự Mã Lặc để nhân viên điều tra thẩm vấn hoặc gặp gỡ.
- Gỡ nút thắt:

Ủy ban Kiểm tra kỷ luật Trung ương Đảng Cộng sản Trung Quốc đã lập Tổ chuyên án 609 với hơn 300 người để điều tra xử lý đường dây của Trần Lương Vũ.
Nhiều quan chức sau khi rời khỏi Biệt thự Mã Lặc đã hoảng sợ, một số đột nhiên "mất tích" ngay sau khi nhận được giấy triệu tập đến đó như Giám đốc Công An Thượng Hải Ngô Chí Minh (Wu Zhimging).
Cục trưởng Bảo hiểm xã hội Chúc Quân Nhất và Quận trưởng Bảo Sơn, nguyên Thư ký riêng của Trần Lương Vũ là Tần Dụ cũng được triệu đến và bị tuyên bố "song quy" (tức quản thúc cách ly, đem về điều tra) ngay tại chỗ, sau đó áp giải rời khỏi Thượng Hải.
Vào tháng 6 năm 2006, Phó bí thư - trưởng khu Bảo Sơn Thượng Hải Tần Dụ bị bắt. Tiếp đó Chúc Quân Nhất - cục trưởng Cục Lao động Thượng Hải - cũng bị triệu tập điều tra. Vụ án tiêu cực quỹ an sinh xã hội lớn nhất Thượng Hải từ sau năm 1949 đã được gỡ nút vì 2 nhân vật cộm cán này là tay chân thân cận nhất của Trần Lương Vũ. Hơn 50 quan chức và doanh nhân bị bắt, mở đường cho việc bắt lão hổ Trần Lương Vũ.

## Chặt vây cánh "Bang Thượng Hải"
Việc tham nhũng ở Thượng Hải được xem là do bè cánh Thượng Hải do Trần Lương Vũ cầm đầu còn gọi là "Bang Thượng Hải" vì vậy để bắt Trần Lương Vũ thì trước hết phải diệt được bè cánh của bang Thượng Hải đặc biệt là nnhững người liên quan đến vụ biển thủ thủ 1/3 trong tổng số 1,25 tỉ USD của Quỹ an sinh xã hội Thượng Hải. Bọn họ bị cho là có lối sống hủ bại, đồi trụy, gây dư luận xấu trong xã hội, sử dụng công quỹ sai mục đích, cho vay vốn và đầu tư bất động sản phi pháp...

### Tần Dư
Tần Dư Phó bí thư, Quận trưởng quận Bảo Sơn, Thượng Hải bị bắt vào tháng 6 năm 2006. Tần Dư là thư ký tin cẩn hơn 11 năm cho Bí thư Trần Lương Vũ (từ tháng 4/1995 đến tháng 7/2006). Về nhân vật này, có tin Ban Chấp hành Trung ương đã từng yêu cầu Bí thư Trần Lương Vũ có biện pháp quản lý những thân tín bên cạnh, nhưng ông Trần Lương Vũ vẫn trọng dụng Tần Dư.
Trước khi Tần Dư phải đối mặt với vòng lao lý, Trần Lương Vũ đã chủ trì một cuộc họp ở Thượng Hải nhấn mạnh tới "tính kỷ luật của Đảng" nhằm tạo vỏ bọc cho chính mình trước nguy cơ bị lộ diện trong vụ bê bối. Trần Lương Vũ còn khuyến cáo các quan chức Thượng Hải không nên lạm dụng chức vụ để tham nhũng.
Tần Dư, bị cáo buộc lợi dụng chức quyền mưu cầu lợi ích cá nhân.

### Chúc Quân Nhất
Chúc Quân Nhất, Bí thư đảng ủy, Giám đốc Sở Lao động và An sinh xã hội Thượng Hải đã cho Trương Vinh Khôn vay tiền để mua lại quyền khai thác một con đường cao tốc. Trong vụ này,Chúc Quân Nhất đã nhận hối lộ và biển thủ khoảng 3,2 tỷ nhân dân tệ.
Chúc Quân Nhất bị cáo buộc lạm dụng chức quyền để "kinh doanh" tiền trong Quỹ An sinh xã hội Thượng Hải, đồng thời lạm dụng công quỹ với số tiền lớn, gây hậu quả nghiêm trọng.

### Chu Tuấn Dật
Chu Tuấn Dật là Giám đốc Phòng Lao động và An sinh xã hội Thượng Hải, 55 tuổi, đã bị cách chức với tội là vi phạm kỷ luật nghiêm trọng trong quản lý sử dụng quỹ trợ cấp của chính phủ. Đây là vị quan chức Thượng Hải đầu tiên bị bãi nhiệm ở tư cách đại biểu quốc hội. Chu Tuấn Dật hiện còn đang bị điều tra vì tình nghi nhận hối lộ và vi phạm quy tắc tài chính quốc gia. Tại cuộc họp Hội đồng nhân dân thành phố Thượng Hải lần thứ 12 ngày 11 ngày 8 năm 2006, Chu Tuấn Dật cũng bị buộc thôi giữ chức vụ hiện tại.

### Trương Vinh Khôn
Trương Vinh Khôn, ủy viên Chính hiệp Trung Quốc đã bị khai trừ và bị bắt quản thúc từ tháng 7 năm 2006, bị điều tra về tội lừa đảo là người giàu thứ 16 Trung Quốc với tổng trị giá tài sản lên tới 4,9 tỉ NDT (khoảng 600 triệu USD). Trương Vinh Khôn phụ trách Sở Xã hội Thượng Hải.Trước khi làm Chủ tịch Hội đồng Quản trị Công ty Đầu tư Phúc Hỷ ở Thượng Hải, Trương Vinh Khôn là Giám đốc Công ty Điện khí Thượng Hải. Hiện toàn bộ tài khoản ở các ngân hàng của Trương Vinh Khôn đã bị phong tỏa. Trương Vinh Khôn bị bắt, điều tra là do có dính tới Quỹ An sinh xã hội Thượng Hải và sử dụng tiền của quỹ này đầu tư trái phép vào nhiều dự án bất động sản (có 3,45 tỉ NDT do Trần Lương Vũ trực tiếp chỉ đạo cho vay). Trương Vinh Khôn bị cáo buộc đã cùng Vương Thành Minh, Giám đốc điều hành Công ty Điện khí Thượng Hải và Hàn Quốc Chương, Phó giám đốc điều hành Công ty Điện khí Thượng Hải lập ra "liên minh ma quỷ" để sử dụng trái phép số tiền trị giá hàng tỉ NDT.

### Tôn Lộ Nhất
Tôn Lộ Nhất Phó Bí thư kiêm Chánh văn phòng Thượng Hải, Chủ nhiệm Văn phòng Thị ủy, Phó tổng thư ký Ủy ban thành phố Thượng Hải đã bị cách chức vì đã vi phạm nghiêm trọng kỷ luật đảng và đang bị điều tra, bị cáo buộc nhận hối lộ với số tiền mặt và vật chất lớn. Tôn Lộ Nhất được xem là "đại quản gia" của Trần Lương Vũ, nắm chi tiết nhiều hoạt động của thủ trưởng.

### Vương Thành Minh
Vương Thành Minh Bí thư đảng ủy, Chủ tịch Hội đồng quản trị Tổng công ty Điện khí Thượng Hải bị cáo buộc lợi dụng chức vụ mưu cầu lợi ích cá nhân, chiếm dụng phi pháp tài sản với giá trị lớn và nhận hối lộ.

### Hàn Quốc Chương
Hàn Quốc Chương Phó bí thư, Phó chủ tịch Hội đồng quản trị Tổng công ty Điện khí Thượng Hải bị cáo buộc lợi dụng chức vụ, sở hữu bất động sản, lạm dụng công quỹ với số lượng lớn.

### Ngô Hồng Mai
Ngô Hồng Mai Phó giám đốc Sở Tài nguyên và Phó chủ nhiệm Ủy ban Tư vấn Thượng Hải bị cáo buộc dùng thủ đoạn phi pháp để sở hữu bất động sản với giá rẻ.

### Vương Quốc Hùng
Vương Quốc Hùng Tổng giám đốc Công ty Đầu tư công nghiệp Thượng Hải bị cáo buộc lợi dụng chức vụ để nhận quà tặng (tiền và hàng) với số lượng lớn.

### Lục Kỳ Vỹ
Lục Kỳ Vỹ Trưởng phòng Quản lý Quỹ An sinh xã hội Thượng Hải bị cáo buộc nhận hối lộ với số tiền lớn do biết lợi dụng vị trí công tác của mình.

### Chu Văn Miên
Chu Văn Miên Trưởng phòng Sở Tài nguyên Thượng Hải bị cáo buộc nhận hối lộ. 

### Lưu Hồng Vi
Lưu Hồng Vi Cục trưởng Cục Tài chính, cục trưởng Cục Thuế Thượng Hải. Bà đã 53 tuổi nhưng trông rất trẻ, đẹp, nhảy giỏi và sành điệu, được Trần Lương Vũ đề bạt rất nhanh. Lưu Hồng Vi là người giới báo chí hết sức chú ý. Tờ Tuần San châu Á ngày 15 tháng 10 năm 2006 đăng nhiều ảnh bà này và nói bà là người "quản sổ" của Trần Lương Vũ và có quan hệ tình ái lăng nhăng với nhau. Vì thế, theo China Times, cơ quan điều tra đã triệu tập bà Lưu để lấy lời khai.
Ngoài ra trước đó thì Chu Chính Nghị trùm bất động sản Thượng Hải bị bắt vào năm 2003, song dưới sự bao che của Trần Lương Vũ, ông ta chỉ bị kết tội "báo cáo sai vốn kinh doanh và thao túng giá cổ phiếu". đã vay nhiều tỉ nhân dân tệ từ ngân hàng và sở hữu nhiều bất động sản tại trung tâm Thượng Hải. Chu Chính Nghị được giới thạo tin cho là đã ở tù nhưng rất thoải mái và sung sướng. Chu Chính Nghị đã từng bán một căn nhà sang trọng cho Mã Diên Lệ, chỉ tính giá "bèo" 1 nhân dân tệ/m² (tương đương 2.000 đồng) nhằm lấy lòng ông Trần để thuận làm ăn vì Mã Diên Lệ, một siêu mẫu hàng đầu Trung Quốc quê gốc Hà Nam, cao 1,79 m được cho là bồ nhí của Trần Lương Vũ.
Sun Luyi Phó chủ tịch ủy ban nhân dân thành phố Thượng Hải, cũng bị cáo buộc đã vi phạm nghiêm trọng kỷ luật đảng và đang bị điều tra vì bị tình nghi có dính líu tới vụ sử dụng sai quỹ lương hưu của thành phố.
Ngô Chí Minh, Cảnh sát trưởng Thượng Hải, cũng nằm trong diện bị nghi ngờ.

## Trung ương nghiêm đả lão hổ

### Lập án kín kẽ
Ngày 21 tháng 9 năm 2006, tổ công tác của Ủy ban Kiểm tra và Kỷ luật Trung ương Đảng cộng sản Trung Quốc đóng tại Thượng Hải đã gửi bản báo cáo thứ ba lên Thường vụ Bộ Chính trị về "Công tác kiểm tra tại Thượng Hải".
Trong bản báo cáo nêu rõ, đã có đủ chứng cứ chứng minh Bí thư Trần Lương Vũ tham gia vào một số hoạt động tài chính vi phạm pháp luật với tổng số tiền lên tới hơn 10 tỉ NDT. Cụ thể: đã lợi dụng chức quyền để che giấu những lá thư tố cáo có liên quan tới bản thân và "bè đảng"; sử dụng "vũ khí chính trị" để đe dọa những người đứng đầu cơ quan Ủy ban Kiểm tra và Kỷ luật, Viện Kiểm sát nhân dân thành phố Thượng Hải; đã bao che cho nhiều hoạt động vi phạm pháp luật của người thân trên lĩnh vực đất đai và xây dựng công trình trong một thời gian dài dẫn tới dư luận xấu trong xã hội.
Trong báo cáo cũng nêu rõ, sau khi biết về tổ công tác của Ủy ban Kiểm tra và Kỷ luật Trung ương Đảng Cộng sản Trung Quốc, Trần Lương Vũ và người của ông ta đã nhiều lần bắn tin, tung hỏa mù nhằm gây tác động tới dư luận cũng như một số lãnh đạo cấp cao của Đảng, Nhà nước, Chính phủ, Quốc hội Trung Quốc.

### Nhất trí nội bộ
Sau khi nhận được bản báo cáo của Ủy ban Kiểm tra và Kỷ luật Trung ương Đảng Cộng sản Trung Quốc, chiều 22 tháng 9 năm 2006, Thường vụ Bộ Chính trị Đảng Cộng sản Trung Quốc đã họp, thảo luận. Tại cuộc họp, Ngô Quan Chính, Bí thư Ủy ban Kiểm tra và Kỷ luật Trung ương Đảng Cộng sản Trung Quốc đã nêu ý kiến về việc xử lý "Vấn đề Trần Lương Vũ". Theo đó cách chức Bí thư Thành ủy Thượng Hải của Trần Lương Vũ; triệu tập Hội nghị toàn thể Bộ Chính trị để lấy ý kiến tập thể xử lý "Vấn đề Trần Lương Vũ"; giao "Vấn đề Trần Lương Vũ" cho Hội nghị toàn thể Trung ương 6 khóa 16 xem xét và thông qua quyết định.
Nội dung cuộc họp của Thường vụ Bộ Chính trị Đảng Cộng sản Trung Quốc có báo cáo lại với các cựu lãnh đạo như Giang Trạch Dân, Lý Bằng, Chu Dung Cơ, Lý Thụy Hoàn, Tống Bình, Lưu Hoa Thanh, Úy Kiện Hành, Lý Lam Thanh và Vạn Lý. Theo các nguồn tin chính thức, các vị đó đều ủng hộ cuộc đấu tranh chống tham nhũng của Thường vụ Bộ Chính trị. Đến chiều 23 tháng 9, cuộc họp của Thường vụ Bộ Chính trị tiếp tục tiến hành cho tới 22 giờ cùng ngày.
Khi tiến hành biểu quyết thông qua "Vấn đề Trần Lương Vũ", Thường vụ Bộ Chính trị đã mời các cựu lãnh đạo kể trên. Với kết quả đa số phiếu, cuộc họp thống nhất thông qua "Vấn đề cách chức Ủy viên Bộ Chính trị, Ủy viên Trung ương Đảng, Bí thư Thành ủy Thượng Hải của Trần Lương Vũ, đồng thời giữ ông ta ở lại Bắc Kinh để thẩm tra".

### Ra tay dứt dạt
Thực hiện quyết định của Thường vụ Bộ Chính trị, tối 24 tháng 9, Ủy viên Thường vụ Bộ Chính trị, Phó Chủ tịch nước Tăng Khánh Hồng đã thay mặt Bộ Chính trị công bố quyết định xử lý của Trung ương đối với Bí thư Trần Lương Vũ.
Lúc đó Trần Lương Vũ hiện đang sống tại chiêu đãi sở số 2 Ngọc Tuyền Sơn và được nhân viên của Phòng Bảo vệ thuộc Khu Cấm vệ Bắc Kinh kiểm soát chặt chẽ. Còn người của Phân đội 8 thuộc Cục Bảo vệ Quân khu Nam Kinh đã được lệnh chốt chặt sân bay Phố Đông, sân bay Hồng Kiều, cảng quốc tế Thượng Hải đề phòng người thân tín của Bí thư Trần Lương Vũ trốn ra nước ngoài.
Sáng ngày 25 tháng 9, Tân Hoa xã chính thức loan tin cả nước vụ việc Bộ Chính trị Đảng Cộng sản Trung Quốc đã tiến hành họp vào ngày 24 tháng 9, để xem xét, thảo luận đối với bản báo cáo của ủy ban Kiểm tra và Kỷ luật Trung ương "Về báo cáo kết quả điều tra ban đầu đối với đồng chí Trần Lương Vũ". "Trung ương nghiêm đả lão hổ" gây chấn động cả trong lẫn ngoài nước được bắt đầu.

### Hạch tội
Theo những kết quả điều tra ban đầu của Ủy ban Kiểm tra và Kỷ luật Trung ương Đảng Cộng sản Trung Quốc thì Bí thư Thành ủy thành phố Thượng Hải Trần Lương Vũ được cho là: 
- Kể tội: Đã vi phạm nghiêm trọng trong việc sử dụng Quỹ an sinh xã hội tại thành phố được coi là phát triển nhất Trung Quốc hiện nay. Ngoài ra, ông Trần Lương Vũ còn nhận "phong bao" của nhiều chủ doanh nghiệp, công ty làm ăn bất chính, bao che cho nhiều nhân viên cấp dưới làm bậy, lợi dụng chức quyền để mưu cầu lợi ích cho người thân trong gia đình.
- Đánh giá: Những việc làm kể trên của ông Trần Lương Vũ đã gây một ảnh hưởng chính trị xấu không những đối với cán bộ, đảng viên thành phố Thượng Hải, mà cả với người dân trong cả nước.
- Dọn đương luận tội: Căn cứ vào những kết quả điều tra kể trên, Ban Chấp hành Trung ương Đảng Cộng sản Trung Quốc quyết định bãi nhiệm toàn bộ chức vụ trong đảng và chính quyền đối với ông Trần Lương Vũ. Theo đó, cách chức ủy viên Bộ Chính trị, ủy viên Ban Chấp hành Trung ương, Bí thư Thành ủy thành phố Thượng Hải.
- Biện pháp truy tội: Ngoài biện pháp dọn đường gở mũ, cách chức, cách ly, ủy ban Kiểm tra và Kỷ luật Trung ương Đảng Cộng sản Trung Quốc cũng được lệnh chính thức bắt đầu lập án đấu tranh đối với Trần Lương Vũ.
- Tước mũ công khai:
- Ngày 27 tháng 7 năm 2007, Truyền hình trung ương Trung Quốc (CCTV) chính thức loan báo rộng rãi: "Bộ Chính trị Đảng Cộng sản quyết định khai trừ và tước tư cách công chức của Trần Lương Vũ, giao vụ việc liên quan đến ông này cho toà án do đã có các hoạt động vi phạm nghiêm trọng kỷ luật đảng" (ngày khai trừ là 26 tháng 7 năm 2007)
- Trước đó, ngày 24 tháng 7 năm 2007, Quốc hội Trung Quốc cũng bãi nhiệm tư cách Đại biểu nhân dân toàn quốc Trung Quốc khoá 10 đối với Trần Lương Vũ.

## Quy án

### Chính thức bắt giam
Ngày 2 tháng 8 năm 2007, Tân Hoa Xã dẫn lời người phát ngôn Ủy ban Kiểm tra kỷ luật Trung ương Đảng Cộng sản Trung Quốc (CPC) cho biết nguyên Bí thư Thành ủy Thượng Hải Trần Lương Vũ đã bị bắt giam vì tội tham nhũng và đang chờ ngày xét xử. Hiện hồ sơ vụ án Trần Lương Vũ đã được chuyển sang Viện kiểm sát. Thời gian tiến hành xét xử sẽ do tòa án quyết định.

## Mở rộng phong trào
Theo thống kê mới nhất, kể từ năm 2003 đã có 67.505 quan tham bị trừng trị và chỉ trong 8 tháng đầu năm 2006 đã có 17.505 quan chức bị xử lý vì có liên quan tới tham nhũng.
Ủy ban Kiểm tra và Kỷ luật Trung ương đã nghe nói tới "vấn đề Trần Lương Vũ" từ khá lâu nên họ đã chủ động tấn công trong suốt quá trình điều tra. Sau khi xử lý "vấn đề Trần Lương Vũ" một số lãnh đạo địa phương đã có những chuyển biến nhất định trong cách điều hành công việc của mình, nhất là không còn coi thường chính sách điều tiết vĩ mô của Trung ương, và giảm bớt đầu tư một cách mù quáng, có sự câu kết với thương nhân, lạm dụng quyền lực, coi thường kỷ cương phép nước... Chính phủ Trung Quốc coi chống tham nhũng là nhiệm vụ hàng đầu, cấp thiết, có ảnh hưởng lớn đến sự phát triển của quốc gia, đến sự quan tâm chung của người dân, đến mục tiêu xây dựng một xã hội ổn định, hòa hợp, công bằng và bình đẳng.
"Tham nhũng vẫn lan tràn ở một số lĩnh vực, Chủ tịch Trung Quốc Hồ Cẩm Đào cảnh báo. Ông kêu gọi, 70 triệu đảng viên Trung Quốc không bao giờ chùn chân mỏi gối trong cuộc đấu tranh chống tham nhũng dù chỉ là giây phút.

### Cơn bão chống tham nhũng lan ra cả nước
Thiên Tân: Lý Bảo Kim Viện trưởng Viện Kiểm sát Thiên Tân, một trong bốn thành phố trực thuộc trung ương cùng với Bắc Kinh, Thượng Hải và Trùng Khánh đã bị cách chức vì vi phạm kỷ luật nghiêm trọng vào ngày 27/8.
An Huy: Hà Mẫn Húc cũng buộc phải thôi giữ chức vụ Phó Tỉnh trưởng tỉnh An Huy ngày 25/8.
Bắc Kinh: Phó Thị trưởng Lưu Chí Hoa cũng bị rời nhiệm sở và bị điều tra vì tội tham nhũng, lối sống sa đọa, đồi trụy.
Ngày 18/10, Diệp Chí Phi bị thẩm vấn về việc xây dựng trường đua xe quốc tế công thức 1 (F1) mà không xin giấy phép của Bộ Tài nguyên và Môi trường. Trường đua này xây dựng từ năm 2000 với tổng kinh phí lên tới 350 triệu USD, đắt nhất thế giới. Theo giới truyền thông, chính Trần Lương Vũ là người quyết định cho xây dựng trường đua và giao cho Diệp Chí Phi làm "tổng quản" bởi họ là bạn thân với nhau từ thuở hàn vi
Ngày 19 tháng 10, Tổng cục trưởng Tổng cục Thống kê Khâu Hiểu Hoa, 48 tuổi, đã bị cách chức. Khâu Hiểu Hoa đã bị cách chức chỉ sau 7 tháng được ngồi vào chiếc ghế Tổng cục trưởng Tổng cục Thống kê. Cho đến nay, Khâu Hiểu Hoa là quan chức cấp Trung ương đầu tiên ở Bắc Kinh bị mất chức vì có dính líu tới Quỹ An ninh xã hội Thượng Hải.

### Sửa đổi quy định về hối lộ
Bổ sung các hình thức hoạt động tình dục, đưa đi nước ngoài du lịch, du học, làm giúp việc gì đó... cũng là biến tướng của tham nhũng. Đây là một phần trong các biện pháp của Trung Quốc nhằm thực hiện Công ước Liên Hợp Quốc về chống tham nhũng UNCAC. Trước đây, Trung Quốc mới quy định được các hình thức của tham nhũng dưới dạng tiền và hiện vật.
Báo Công Tố cho rằng "Việc mở rộng định nghĩa về hối lộ sẽ giúp phát hiện các quan chức lợi dụng chức vụ để kiếm lợi bất chính". Theo báo này, quy định hiện tại khiến nhiều người cố tình tách rời thời điểm nhận hối lộ và thời điểm của các việc làm bất chính, làm bộ máy tư pháp khó xác định tội danh của các loại hình này. Quy định của UNCAC định nghĩa rõ hối lộ là những "lợi ích bất chính" dành cho "quan chức hoặc tổ chức nào đó để một việc trong thẩm quyền của họ được thực hiện".
Theo thống kê của chính quyền Trung Quốc thì ¼ các loại hình tham nhũng trong năm 2005 là rơi vào loại hình tham nhũng biến tướng nói trên

## Xét xử
Ngày 11 tháng 4 năm 2008, Trần Lương Vũ bị toà án thành phố Thiên Tân, kết án 18 năm tù giam vì tội tham nhũng.

## Câu nói nổi tiếng
- Cán bộ lãnh đạo phải trở thành tấm gương trong xã hội, phải xây dựng quan điểm chính trị và quyền lực vững chắc, làm một công bộc phục vụ tốt cho nhân dân. Phải gương mẫu trong cuộc sống, dùng hành động và nhân cách làm tấm gương cho dân chúng.
- Kinh tế là chính, tác phong sinh hoạt là phụ, ở nước ngoài việc ngoại tình hay có tình nhân là chuyện rất bình thường
- Nỗ lực xây dựng Thượng Hải trở thành một trung tâm kinh tế quốc tế hiện đại vào năm 2020.
- Trung ương thanh tra kinh tế Thượng Hải, tôi có thể đi đánh golf như thường, nếu thanh tra về cuộc sống đời thường của tôi thì e rằng có đến 1/3 cán bộ thường vụ cũng sẽ bị thanh tra.